# 宋平
宋平（1917年4月24日—），原名宋延平，山东莒县人。中國共產黨和中華人民共和國政治家，原正国级领导人。清华大学化学系毕业，大学学历。1936年春参加革命工作，1937年12月加入中國共產黨，1938年至1947年第二次國共合作期間，担任中共中央书记处五大书记之一周恩来政治秘书。1977年至1981年在任中共甘肃省委第一书记期间，大力提拔、举荐时任甘肃省建委副主任胡锦涛，为其日后出任中共中央总书记成为中共第四代领导人打下基础，因此，被媒体称为“中國政坛最大伯樂”。改革開放后历任国家计划委员会主任、國務委員、中共中央組織部部長等职。六四事件發生後，在1989年6月24日與江澤民、李瑞環一同被增選為中共中央政治局常委，一舉成為正國級領導人。1992年10月18日中共十四大後退休，他是党和国家领导人中最年长以及党龄最长者，是中共史上首位年满百岁的政治局委员、政治局常委、正国级领导人，也是国务院各部门领导人中最长寿的一位。

## 经历

### 早年岁月
1917年4月24日，宋平出生于山东省莒县招贤镇大罗庄村。9岁入学，连着跳级，很快念完了小学、中学。哥哥在参加万国邮政联盟一次抽奖时，获得300块大洋的奖金，将这笔钱给了宋平，供他到北平上学。这样，1934年宋平进入北京大学农业学院学习；一年后，考入清华大学化学系。

### 革命生涯
1936年，19岁的宋平加入中共领导的学生爱国组织“中华民族解放先锋队”；1937年，加入中國共產黨。
1938年，赴延安马列学院学习。毕业后，留校工作；先后担任教育处干事组织科长、教育处处长、中央党务研究室研究员等职。1941年，宋平调任中共南方局宣传部助理秘书。此后，历任重庆《新华日报》社资料室主任、编辑部秘书主任、秘书长，后成为新华社重庆总分社负责人。
抗日战争胜利后，随新华社前往南京，任南京总分社负责人。在国共和谈期间，宋平一直担任周恩来的政治秘书。和谈失败后，奉调回到中共控制区，在哈尔滨参与了《东北日报》的工作，又参与了创办《哈尔滨日报》工作。后任中共哈尔滨市顾乡区委副书记。

### 建国之初
1948年11月2日解放军攻占沈阳，宋平随部队进城参加接管工作。沈阳市工委成立党报委员会，以宋黎、李都、刘亚雄、宋平、朱维仁、北辰、陈瑞光、张承民、陈舜瑶、薛光军、叶克组成党报委员会，宋黎为书记，李都为副书记。1948年12月20日创刊四开四版的市工委机关报兼工会报《工人报》，李都任社长，叶克为副社长，陈舜瑶为总编辑，东北总工会常委兼宣传部副部长宋平兼代总编辑。
中华人民共和国成立后，宋平任东北总工会文教部部长、东北总工会秘书长、东北总工会副主席。1952年调中央工作，历任国家计委劳动工资局局长、国家计委委员，劳动部副部长，国家计委副主任等职。1960年，宋平调任中共西北局委员、兼西北局计委主任，开始在西北地区工作。1963年9月，担任“西北局三线建设委员会”副主任。

### 文革期间
“文化大革命”开始后，宋平曾受到排挤。后来，陕西省要发展生产，成立了“生产指挥部”，宋平被任命为顾问。1972年，出任中共甘肃省委书记（当时设有第一书记）、省革命委员会副主任；1977年6月，升任中共甘肃省委第一书记、省革委会主任，兼兰州军区第二政委。 在《实践是检验真理的唯一标准》一文发表之后，宋平率先主导中共甘肃省委，召开了两个座谈会，研究讨论“真理标准”问题；这是中国第一个省级“真理标准”讨论会。

### 改革开放
1981年，宋平再次回到中央工作；出任国家计划委员会副主任、党组副书记。1983年6月，在国务院总理赵紫阳“内阁”中，出任國務委員兼国家计划委员会主任。在1987年中共十三大召开前，接手党务工作，转任中共中央組織部部長；并在十三屆一中全会上，当选中共中央政治局委員。1989年“六四事件”平息后，中共高层人事调整，中央政治局常委赵紫阳和胡启立被免职，72岁的宋平和江澤民、李瑞環一起，在中共十三届四中全会上增選為中共中央政治局常委（排名第五），进入最高领导层。1992年10月19日，75岁的宋平在中共十四届一中全会后卸任中共中央政治局常委退休。
在中央工作期间，宋平还曾担任全国农业区划委员会副主任，国务院环境保护委员会副主任，中国计划生育协会第三届全国理事会会长、中国人口文化促进会名誉会长等职。

### 退休生活
2014年6月12日，97岁的宋平在北京出席了一项慈善活动。2015年9月3日，宋平出席了反法西斯勝利70週年閱兵。2016年8月，宋平与胡锦涛等其他退休党和国家领导人共同出席了北戴河会议。
2017年10月，宋平出席了中共十九大的开、闭幕仪式。
2019年9月30日，宋平出席了庆祝中华人民共和国成立70周年的招待会；10月1日，宋平出席了庆祝中华人民共和国成立70周年大会和联欢活动。
2021年7月1日，宋平出席了庆祝中国共产党成立100周年大会。
2022年10月，105岁的宋平出席了中共二十大的开、闭幕仪式。

## 著作
- 《宋平论党的建设文选》2000中央文献出版社

## 家庭
- 妻子：陈舜瑶，山东济南人，曾任第七届全国政协委员，中共清华大学党委副书记，中共中央书记处研究室室务委员、顾问等职。
  - 长子：宋宜昌，1948年生。中国科普作家、军事文学作家。曾赴农村插队务农，就读于西北工业大学自控系，历任甘肃科技情报所外文资料员，科普出版社编辑，副编审。1978年开始发表作品。1986年加入中国作家协会。1976年与马洪的女儿马雅结婚，1988年离婚。
  - 次子：宋宜纯，1954年生。1970年参加工作,1970年12月至1975年在解放军兰字131部队，1975年转业至甘肃电视台工作，1976年至1980年在北京广播学院学习，1983年在北京广播学院研究生毕业后留校任教。先后被评聘为讲师、副教授、教授，历任北京广播学院管理系副主任，工学院副院长，院长助理等职。1999年11月调入中国中央电视台，任副总工程师。
  - 曾孫女：2003年出生，香港中文大学本科，曾在新华社实习，後进入对冲基金工作。
  - 曾孫：小学就读于北京第二实验小学, 清华大学经济管理学院"清华学堂人才培养计划"——清华学堂经济学班首届学生。